# キャラバン

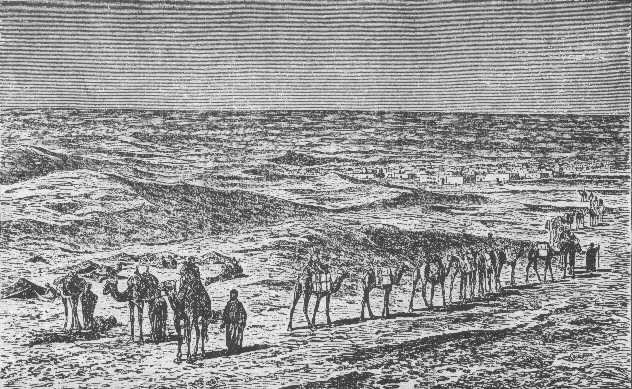
キャラバン

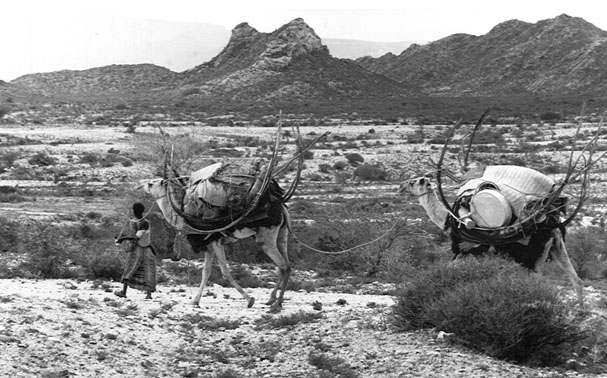
ソマリアのキャラバン

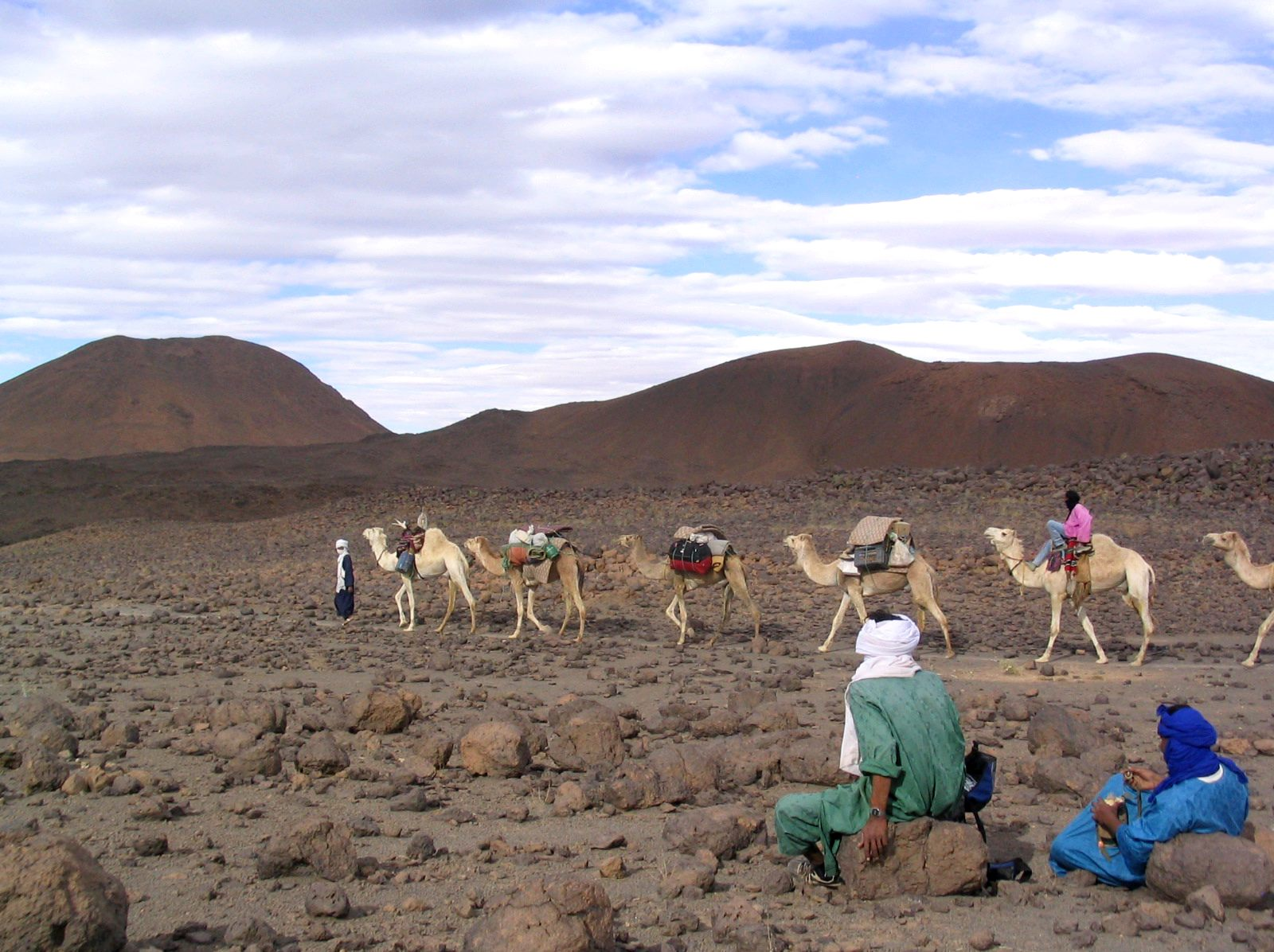
ホガール山地を行く現代のキャラバン

キャラバン（英: caravan）とは、隊を組んで砂漠を行く商人の一団のことである。ペルシア語の「カールヴァーン」（کاروان、kârvân）に由来する言葉で、日本語では隊商とも言う。アラビア語由来の単語としてはカーフィラ（قافلة、qāfila）、イール（عير、ʿīr）、キタール（قطار、qiṭār）などとも呼ばれる。中国では「商隊」と自衛能力を持った「馬幇」（まほう）とで区別される。

## 概要
キャラバンは商品の輸送中に盗賊団などの略奪、暴行などの危険から集団的に身を守り、商品の安全やいざというときの保険のために、複数の商人や輸送を営む者が共同出資して契約を結ぶことによって組織されていた。
そのためキャラバンは、その指揮者、事実上の「隊長」の指揮のもとに隊列を組んで一貫した統一行動をとることが要求され、「隊長」が、水場や旅程、停泊などを日程を決定し、キャラバン隊は全員それに従った。
西アジアのキャラバン交易は砂漠の気温が極端にあがる夏は避けられ、年間3～4回程度、春と秋に行われた。主にイスラム地方を回る商人が多かったが、キャラバンはさまざまな文化が交流・融合するきっかけともなった。
ムハンマドが初代カリフのアブー・バクルに巡礼キャラバンの編成を命じて以来、西アジアのムスリム国家は伝統としてメッカを目的地とした国営の巡礼キャラバンを組織した。国営のキャラバンは王室のメンバーもしくはその代理人が指揮し、国軍によって護衛されるため民間のキャラバンよりも比較的安全な旅が可能だった。
20世紀になり自動車が普及すると、商品の輸送には屋根のある貨物自動車が使用されるようになったが、「キャラバン」の名称は継承されており、それを省略した「バン」の略称も多用されている。

## 輸送用の動物
輸送に使用される動物はラクダをはじめとして、馬、ラバ、ロバなどがその特性やキャラバンの目的に応じて使い分けられた。
馬は足が速いものの重い荷物の輸送には適さないため、荷物の運搬には用いられずに旅程の先導役に使われた。ロバも体が小さいため荷物がつめず長距離の交易には使われず、結局えさなどの維持費用も廉価で、長距離を歩けて力も強いラクダやラバが長距離の交易に使用されることになった。
ラクダは起伏の激しい地形を歩くのが苦手なため、必然的にラクダの隊商ルートは、平坦なステップや砂漠地帯になった。金と岩塩を交換するサハラ超えの交易のラクダ=キャラバンは数千頭規模に及んで、スーダンのガーナ王国、マリ帝国、ソンガイ帝国の繁栄の基礎となった。
一方でラバは、荷物の積載量はラクダの1頭あたり130kgに比べ80kgとやや劣るものの、高低差の激しい地形には強いことから中央アジア、トルコ、イランなどの高原地帯や山岳部のキャラバンで用いられた。
輸送力は、水運と比べると大きく劣る。ラクダ500頭によって運べる量は、標準的なビザンツ帝国の商帆船1隻で運べる量の半分から三分の一程度に相当する。

## 中国
商人が大半な商隊と、盗賊から自衛できる能力をもった馬幫（馬幇、まほう）とで区別される。馬幇の長は、大鍋頭（リーダー）、二鍋頭（副リーダー）、管事（総雑務長）で構成され、軍規にも似た厳格なルールで組織された。タクラマカン砂漠や茶馬古道などの交易路を使用した。
- 駝鈴 - 中国で使われたキャラバン最後尾のラクダに付ける鈴。ロープが切れたり、隊列に異常が起きたことがわかり、逃げたラクダを音を頼りに見つけることができる。また荷物に付けられる鈴も駝鈴の一種とされ、こちらは音色が異なり、荷物が崩れると鳴る仕組みとなっていた。
- 銅鑼 - 山道で獣を威嚇したり、緊急事態の発生を知らせたり、狭い道側の人間が広い道側の人に道を譲るよう交信するのに使用される。使用するには一定のルールがあり、ルール外で使用すると様々なペナルティが発生する。

## 行程
シルクロード、サハラ交易などの交易路で盗賊などの襲撃を撃退するためにキャラバンが組まれた。
中継地には、砂漠城塞群、キャラバンサライ（隊商宿、中国では馬店とも呼ばれる）が置かれ、休憩だけでなく、宗教儀式が行える場の提供や駄獣用の食料調達、情報や商品のやり取りが行われた。

## キャラバンと芸術
- 『創世記』第37章25に、らくだに香料と乳香と没薬を負わせてギレアドからエジプトに行くキャラバンが登場する。
- ペルシャの市場にて（アルバート・ケテルビー作曲による情景音楽）
- キャラバン（デューク・エリントン作曲によるスタンダード・ジャズナンバー）
- キャラバンの到着